# ऌ
Cette page contient des caractères spéciaux ou non latins. S’ils s’affichent mal (▯, ?, etc.), consultez la page d’aide Unicode.
ऌ, transcrit ḷ et appelé l vocalique, est une voyelle de l’alphasyllabaire devanagari.

## Représentations informatiques
Ses Unicode sont :
| formes       | représentations | chaînes de caractères | points de code | descriptions                               |
| ------------ | --------------- | --------------------- | -------------- | ------------------------------------------ |
| indépendante | ऌ               | ऌ                     | U+090C         | lettre devanagari l vocalique              |
| dépendante   | ॢ                | ◌ॢ                     | U+0962         | diacritique voyelle devanagari l vocalique |